# Erste Fundamentalform
Die erste Fundamentalform oder metrische Grundform ist in der Mathematik eine Funktion aus der Theorie der Flächen im dreidimensionalen euklidischen Raum, einem Teilgebiet der klassischen Differentialgeometrie. Die erste Fundamentalform ermöglicht unter anderem die Behandlung folgender Aufgaben:
- Berechnung der Länge einer Kurve auf der gegebenen Fläche
- Berechnung des Winkels, unter dem sich zwei Kurven auf der gegebenen Fläche schneiden
- Berechnung des Flächeninhalts eines Flächenstücks der gegebenen Fläche

Ferner lassen sich aus den Koeffizienten der ersten Fundamentalform und ihren partiellen Ableitungen die gaußsche Krümmung (Formel von Brioschi) und die Christoffelsymbole zweiter Art bestimmen.
Diejenigen Eigenschaften einer Fläche, die sich mit Hilfe der ersten Fundamentalform untersuchen lassen, fasst man unter der Bezeichnung innere Geometrie zusammen.

## Definition und Eigenschaften
Eine Fläche sei durch eine auf einer offenen Teilmenge  {\displaystyle U\subset \mathbb {R} ^{2}} definierte Abbildung
{\displaystyle X\colon U\to \mathbb {R} ^{3},\quad (u,v)\mapsto X(u,v)}
gegeben, also durch {\displaystyle u} und
{\displaystyle v} parametrisiert. Für den durch die Parameterwerte {\displaystyle u} und
{\displaystyle v} bestimmten Punkt der Fläche sind die Koeffizienten der ersten Fundamentalform folgendermaßen definiert:
{\displaystyle E(u,v)=X_{u}(u,v)\cdot X_{u}(u,v)=|X_{u}(u,v)|^{2}}
{\displaystyle F(u,v)=X_{u}(u,v)\cdot X_{v}(u,v)}
{\displaystyle G(u,v)=X_{v}(u,v)\cdot X_{v}(u,v)=|X_{v}(u,v)|^{2}}
Dabei sind die Vektoren
{\displaystyle X_{u}(u,v)={\frac {\partial X}{\partial u}}(u,v)\quad {\text{und}}\quad X_{v}(u,v)={\frac {\partial X}{\partial v}}(u,v)}
die ersten partiellen Ableitungen nach den Parametern {\displaystyle u} bzw. {\displaystyle v}.
Die Malpunkte bezeichnen das Skalarprodukt der Vektoren.
Zur Vereinfachung lässt man häufig die Argumente weg und schreibt nur {\displaystyle E},
{\displaystyle F} und {\displaystyle G} für die Koeffizienten.
Die erste Fundamentalform ist dann die quadratische Form
{\displaystyle I\colon \mathbb {R} ^{2}\to \mathbb {R} ,\ (w_{1},w_{2})\mapsto E\,w_{1}^{2}+2F\,w_{1}w_{2}+G\,w_{2}^{2}},
Gelegentlich wird auch die Schreibweise mit Differentialen verwendet:
{\displaystyle ds^{2}=E\,du^{2}+2F\,du\,dv+G\,dv^{2}}
Eine weitere (modernere) Schreibweise ist:
{\displaystyle g_{11}=E;\quad g_{12}=g_{21}=F;\quad g_{22}=G}
Setzt man {\displaystyle X_{1}=X_{u}} und {\displaystyle X_{2}=X_{v}}, so gilt
{\displaystyle g_{ij}=X_{i}\cdot X_{j}} für {\displaystyle i,j=1,2}.
Die Zahlen {\displaystyle g_{ij}} sind die Koeffizienten des kovarianten
metrischen Tensors (d. h. der Gram'schen Matrix der Basis {{\displaystyle X_{i}|\forall i}} aller vorgenannten Richtungsvektoren).
Dieser hat also die Matrixdarstellung
{\displaystyle (g_{ij})={\begin{pmatrix}E&F\\F&G\end{pmatrix}}}.
Oft bezeichnet man auch diesen Tensor, also die durch diese Matrix dargestellte Bilinearform, als erste Fundamentalform {\displaystyle g}
Für die Koeffizienten der ersten Fundamentalform gilt:
{\displaystyle E\geq 0;\quad G\geq 0;\quad EG-F^{2}\geq 0}.
Dabei ist  {\displaystyle EG-F^{2}} die Diskriminante (also die Determinante der Darstellungsmatrix) der ersten Fundamentalform.
Gilt darüber hinaus {\displaystyle EG-F^{2}>0}, so folgt daraus auch {\displaystyle E>0} und {\displaystyle G>0} und die erste Fundamentalform ist positiv definit.
Dies ist genau dann der Fall, wenn {\displaystyle X_{u}} und {\displaystyle X_{v}} linear unabhängig sind.
Eine Fläche mit positiv definiter erster Fundamentalform heißt differentialgeometrisch regulär oder differentialgeometrisch regulär parametrisiert.

## Geschichte
Im Jahr 1860 stellte die Académie des sciences die Preisaufgabe, Methoden zu finden, mit denen man aus einer gegebenen Fläche weitere darauf abwickelbare Flächen erzeugen kann. Den zweiten Preis erhielt Delfino Codazzi für die Aufstellung der Bedingungen, die zwei vorgegebene quadratische Formen erfüllen müssen, um erste und zweite Fundamentalform einer Fläche zu sein. Gaspare Mainardi wies danach darauf hin, dass er diese Gleichungen bereits 1857 in einer italienischen Zeitschrift veröffentlicht hatte. Heute werden diese Mainardi-Codazzi-Gleichungen genannt. Später wurde bekannt, dass diese bereits 1825 in einem unvollendeten Manuskript aus Gauß’ Nachlass publiziert wurden. Außerdem wurden diese Gleichungen auch schon 1853 von Karl Peterson in seiner Dissertation in Dorpat veröffentlicht.

## Länge einer Flächenkurve
Eine Kurve auf der gegebenen Fläche lässt sich ausdrücken durch zwei reelle Funktionen
{\displaystyle \varphi _{1}} und {\displaystyle \varphi _{2}}: Jedem möglichen Wert des Parameters
{\displaystyle t} wird der auf der Fläche gelegene Punkt
{\displaystyle X(\varphi _{1}(t),\varphi _{2}(t))} zugeordnet. Sind alle beteiligten
Funktionen stetig differenzierbar, so gilt für die Länge des durch {\displaystyle t\in [a,b]}
festgelegten Kurvenstücks:
{\displaystyle l=\int \limits _{a}^{b}{\sqrt {I({\dot {\varphi }}_{1}(t),{\dot {\varphi }}_{2}(t))}}\,dt=\int \limits _{a}^{b}{\sqrt {E\cdot ({\dot {\varphi }}_{1}(t))^{2}+2F\cdot {\dot {\varphi }}_{1}(t){\dot {\varphi }}_{2}(t)+G\cdot ({\dot {\varphi }}_{2}(t))^{2}}}\,dt}
Mit Hilfe des Wegelements {\displaystyle ds={\sqrt {ds^{2}}}} ausgedrückt:
{\displaystyle l=\int _{\varphi }ds}

## Inhalt eines Flächenstücks
Der Inhalt eines durch einen Parameterbereich {\displaystyle B} gegebenen Flächenstücks lässt sich berechnen durch
{\displaystyle A=\int \limits _{B}{\sqrt {EG-F^{2}}}\,d(u,v)}.

## Beispiel Kugeloberfläche
Die Oberfläche einer Kugel mit Radius {\displaystyle r} lässt sich in sphärischen Koordinaten parametrisieren durch
{\displaystyle X(u,v)={\begin{pmatrix}r\sin u\cos v\\r\sin u\sin v\\r\cos u\end{pmatrix}}}.
Für die Koeffizienten der ersten Fundamentalform ergibt sich:
{\displaystyle E=X_{u}(u,v)\cdot X_{u}(u,v)={\begin{pmatrix}r\cos u\cos v\\r\cos u\sin v\\-r\sin u\end{pmatrix}}\cdot {\begin{pmatrix}r\cos u\cos v\\r\cos u\sin v\\-r\sin u\end{pmatrix}}=r^{2}}
{\displaystyle F=X_{u}(u,v)\cdot X_{v}(u,v)={\begin{pmatrix}r\cos u\cos v\\r\cos u\sin v\\-r\sin u\end{pmatrix}}\cdot {\begin{pmatrix}-r\sin u\sin v\\r\sin u\cos v\\0\end{pmatrix}}=0}
{\displaystyle G=X_{v}(u,v)\cdot X_{v}(u,v)={\begin{pmatrix}-r\sin u\sin v\\r\sin u\cos v\\0\end{pmatrix}}\cdot {\begin{pmatrix}-r\sin u\sin v\\r\sin u\cos v\\0\end{pmatrix}}=r^{2}\sin ^{2}u}
Die erste Fundamentalform ist demnach
{\displaystyle ds^{2}=r^{2}\,du^{2}+r^{2}\sin ^{2}(u)\,dv^{2}}.

## Spezialfall Graph einer Funktion
Ist die betrachtete Fläche der Graph einer Funktion {\displaystyle f} über dem Parameterbereich {\displaystyle U}, also {\displaystyle X(u,v)=(u,v,f(u,v))} für alle {\displaystyle (u,v)\in U}, so gilt:
{\displaystyle X_{u}(u,v)=(1,0,f_{u}),\quad X_{v}(u,v)=(0,1,f_{v})}
und damit
{\displaystyle E=1+f_{u}^{2},\quad F=f_{u}f_{v},\quad G=1+f_{v}^{2}}
und
{\displaystyle EG-F^{2}=(1+f_{u}^{2})\,(1+f_{v}^{2})-(f_{u}f_{v})^{2}=1+f_{u}^{2}+f_{v}^{2}}.
Hierbei bezeichnen {\displaystyle f_{u}} und {\displaystyle f_{v}} die partiellen Ableitungen von {\displaystyle f} nach {\displaystyle u} bzw. {\displaystyle v}.